# 伊諾弗羅茨瓦夫縣

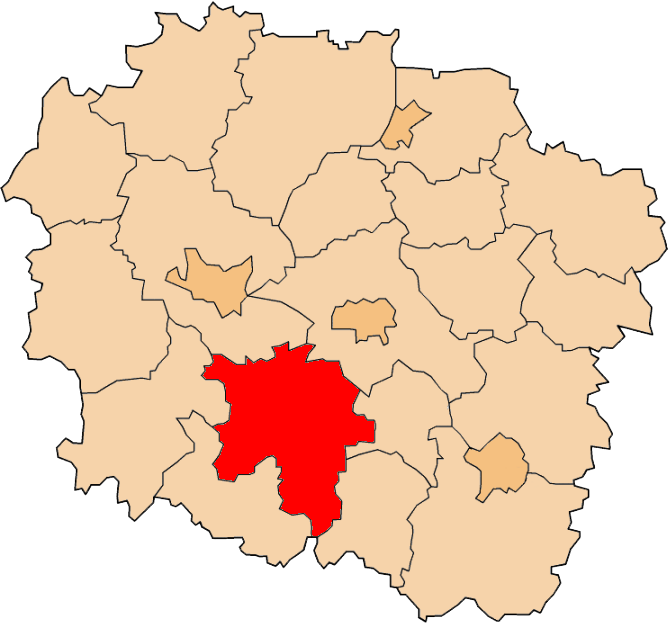

52°47′35″N 18°15′40″E / 52.79306°N 18.26111°E
伊諾弗羅茨瓦夫縣（波蘭語：Powiat inowrocławski），是波蘭的縣份，位於該國中北部，由庫亞維-波美拉尼亞省負責管轄，首府設於伊諾弗羅茨瓦夫，面積1,225平方公里，2006年人口165,237，人口密度每平方公里130人。